# Gåstjärnen (Stigsjö socken, Ångermanland)
Gåstjärnen är en sjö i Härnösands kommun i Ångermanland och ingår i Gådeåns huvudavrinningsområde. Sjöns area är 0,029 kvadratkilometer och den är belägen 167 meter över havet.